# Lapidarium

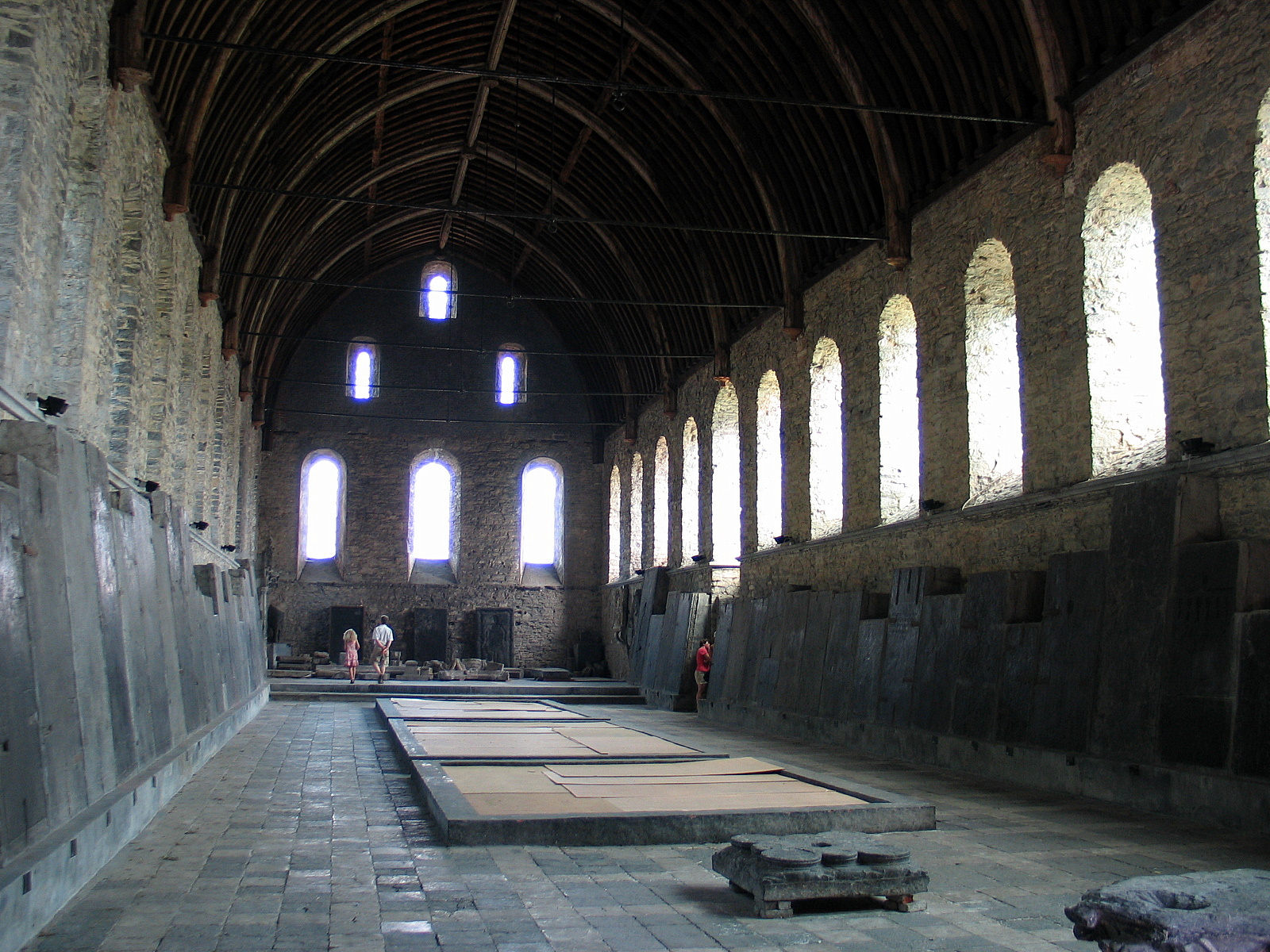
Lapidarium van de Sint-Baafsabdij, Gent

Een lapidarium (Latijn: lapis = steen) kan twee betekenissen hebben. Het kan een fysieke verzameling van bewerkte natuursteen zijn, of een boek waarin stenen beschreven staan.

## Lapidarium als verzameling van bewerkte stenen

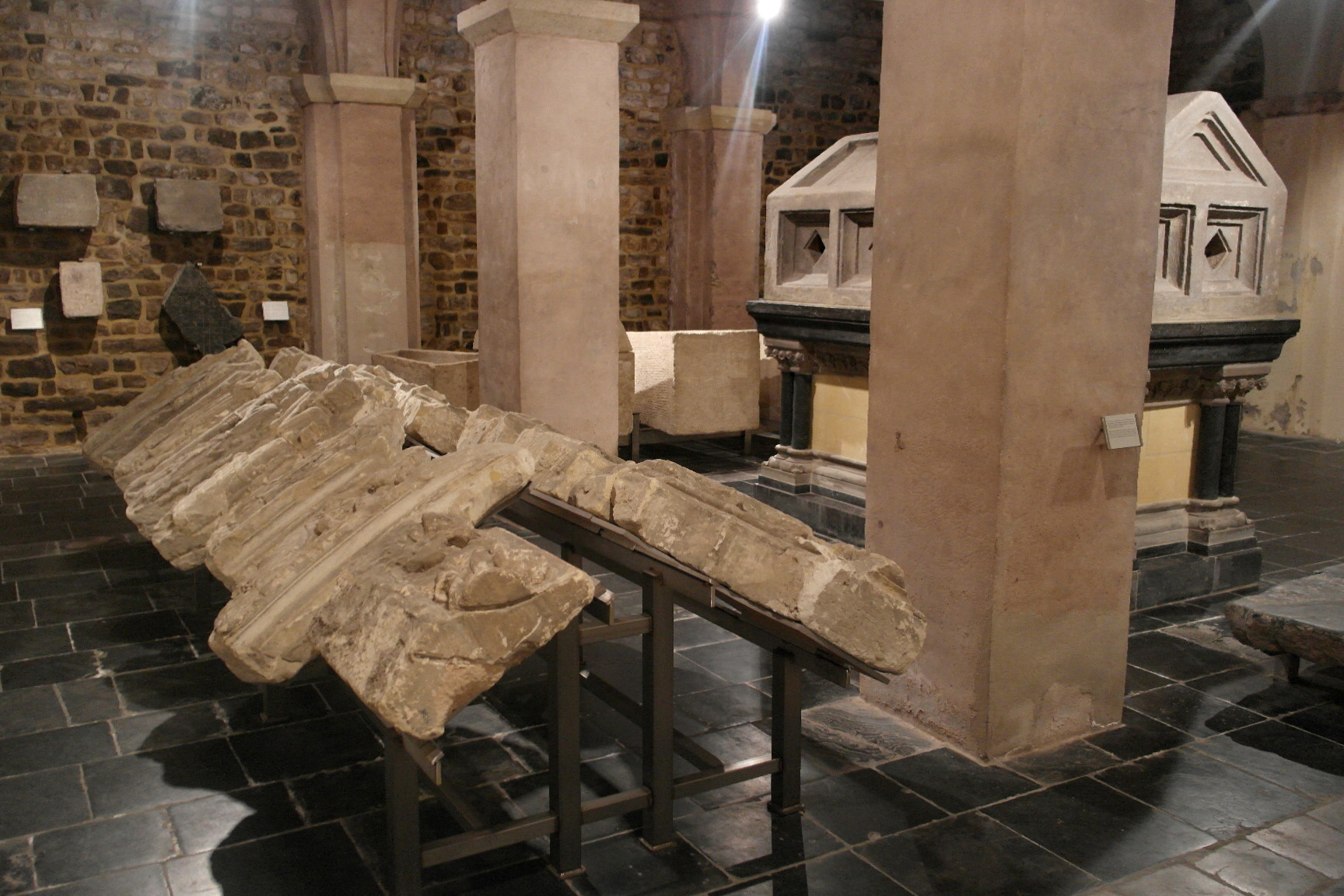
Lapidarium in de Oostcrypte van de Sint-Servaasbasiliek, Maastricht

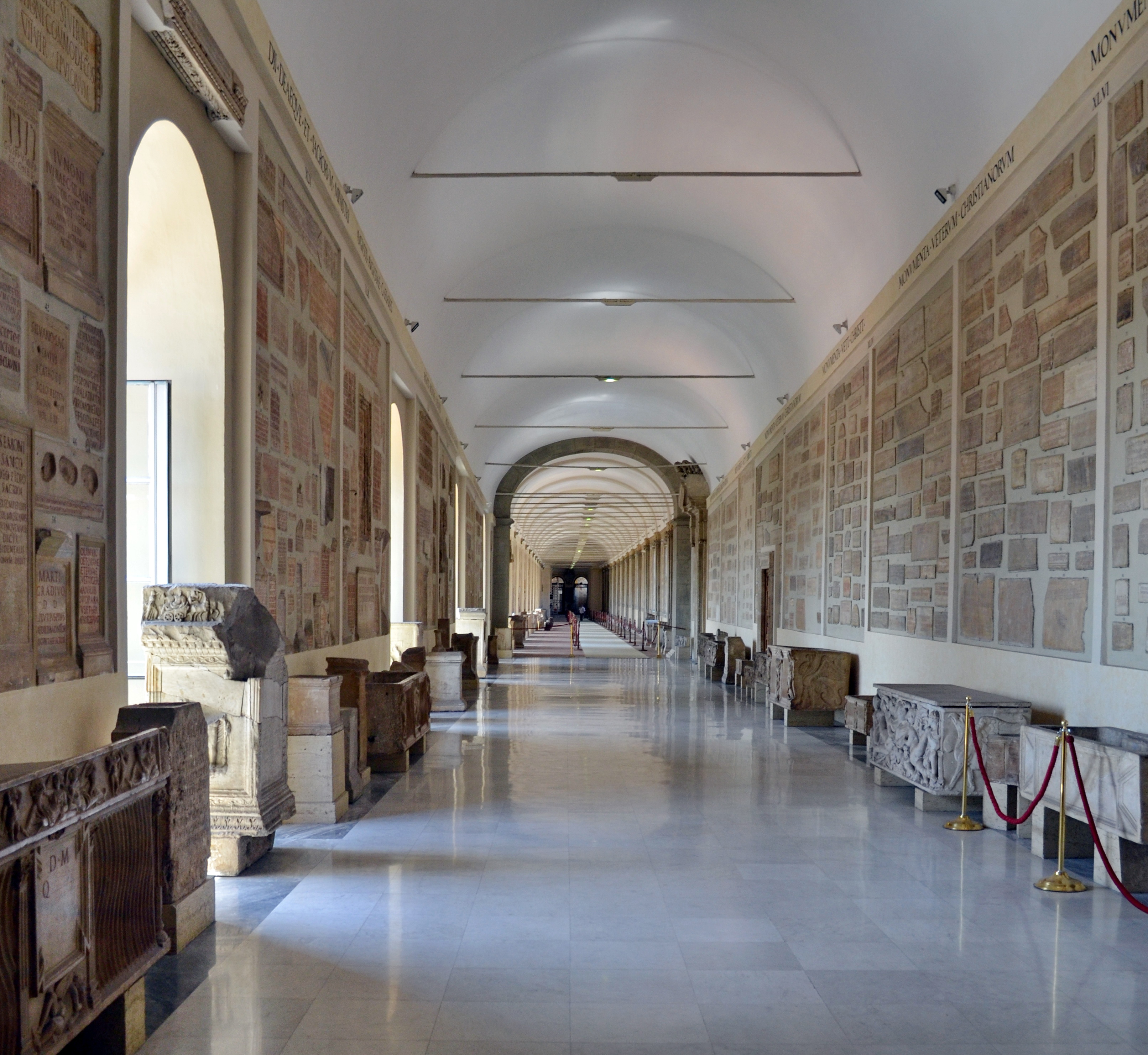
Lapidarium van de Vaticaanse musea

Dit betreft een verzameling van beeldhouwwerken, architectuurfragmenten, sarcofagen, grafstenen, votiefstenen, steles of mijlpalen. Een lapidarium is soms onderdeel van een museum bij een archeologische opgraving. Bij kerken en kathedralen is het lapidarium soms ingericht in de kloostergang of in een crypte. Hier bevindt zich vaak bouwsculptuur die bij een restauratie is vervangen, bijvoorbeeld pinakels, waterspuwers, kapitelen of gebeeldhouwde fragmenten van portalen of doksalen. De originele, vaak beschadigde beeldhouwwerken en architectuurfragmenten komen dan in het lapidarium terecht. Ook vindt men er vaak (fragmenten van) sarcofagen, cenotaven en grafmonumenten die bij opgravingen of restauraties zijn aangetroffen.

### Voorbeelden in België en Nederland
- Blankenberge, België, Sint-Rochuskerk, verzameling funerair erfgoed
- Gent, België, Sint-Baafsabdij, lapidarium in de refter
- Gent, België, beelden- en kloostertuin op de campus van Sint-Lucas[1]
- Ieper, België, aan de noordzijde van de Sint-Maartenskerk
- Sint-Truiden, België, in de crypte van de voormalige abdijkerk
- Luik, België, lapidarium van de Sint-Pauluskathedraal
- Maastricht, Nederland, lapidarium in de oostcrypte van de Sint-Servaasbasiliek

### Voorbeelden elders
In Duitstalige landen is een lapidarium soms verbonden aan de Dombauhütte, de bouwwerkplaats van een kerk of kathedraal, waar men restauratiewerkzaamheden op de voet kan volgen en tegelijkertijd oude en vernieuwde bouwfragmenten kan bekijken.
- Keulen, Duitsland, Dombauhütte van de Dom van Keulen
- Trier, Duitsland, Bischöfliches Dom- und Diözesanmuseum (museum ontstaan uit het voormalige lapidarium van de Dom en de Liebfrauenkirche)
- Stuttgart, Duitsland, Städtisches Lapidarium
- Dresden, Duitsland, lapidarium in de Alte Zionskirche
- Wenen, Oostenrijk, lapidarium in de crypte van de Stephansdom
- Praag, Tsjechië, lapidarium van het Nationaal Museum
- Novigrad, Kroatië, Muzej-Lapidarium
- Florence, Italië, Museo dell'Opera del Duomo (bij de Dom)
- Rome, Italië, lapidarium van de Vaticaanse musea
- Rome, Italië, lapidarium bij de Sint-Jan van Lateranen
- Avignon, Frankrijk, Musée lapidaire d'Avignon, onderdeel van Musée Calvet

## Lapidarium als boekwerk
De term lapidarium wordt eveneens gebruikt voor een boek of geschrift dat een geschreven verzameling van beschrijvingen van edelstenen vormt. Kenmerkende zaken die beschreven worden zijn: vorm, kleur en vindplaats. In de Middeleeuwen beschreef men ook de magische eigenschappen die men de verschillende soorten edelstenen toedichtte. Van Jacob van Maerlant is bekend dat hij een lapidarium in het Middelnederlands heeft geschreven, de Lapidarijs. Dit werk is echter verloren gegaan.